# Schwarznasenimpala
Die Schwarznasenimpala (Aepyceros petersi) ist eine Art aus der Gattung der Impalas innerhalb der Familie der Hornträger. Sie kommt im südwestlichen Afrika vor. Dort bewohnt sie trockene Savannengebiete mit Busch- und Baumbestand. Die Tiere halten sich generell in der Nähe von Gewässern und Trinkwasserquellen auf. Es handelt sich um mittelgroße Antilopen, die wie die nahe verwandte Schwarzfersenantilope über einen grazilen Körperbau mit schlanken Gliedmaßen und geradem Rückenverlauf sowie eine markante schwarzen Fellzeichnung an den Hinterfüßen verfügen. Auffallend ist ein ebenfalls schwarzer Gesichtsstreifen von der Nase aufwärts, dem die Schwarznasenimpala ihren Trivialnamen verdankt. Hörner sind nur bei männlichen Individuen ausgebildet. Die Weibchen und ihr Nachwuchs leben in kleinen Herden, die sich in ausgedehnten Aktionsräumen bewegen. Während der Fortpflanzungsphase zeigen die Männchen ein territoriales Verhalten. Zumeist bringt ein Muttertier ein einzelnes Junges zur Welt, das anfangs abseits der Herde versteckt wird. Als Nahrung dienen sowohl Gräser als auch Blätter und andere weiche Pflanzenbestandteile. Der jeweilige Anteil variiert im Jahresverlauf. Die Schwarznasenimpala wurde im Jahr 1879 wissenschaftlich eingeführt. Sie galt lange Zeit lediglich als Unterart der Schwarzfersenantilope, jedoch befürworten genetische Untersuchungen eine eigenständige Stellung. Der Bestand ist durch Jagd und sich ausbreitende Weideflächen gefährdet.

## Merkmale

### Habitus

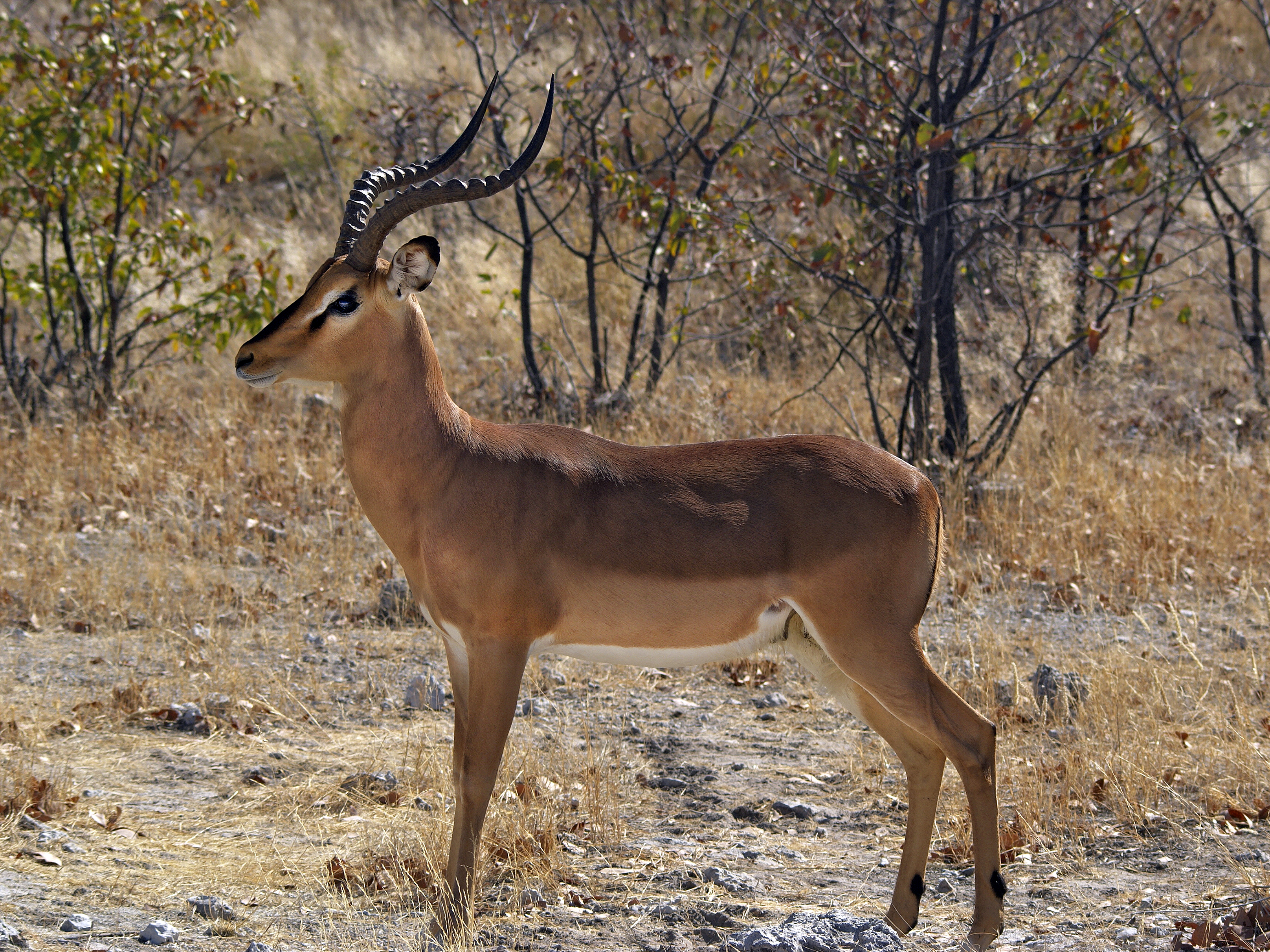
Männliche Schwarznasenimpala

Die Schwarznasenimpala ist ein mittelgroßer Vertreter der Antilopen, erreicht aber durchschnittlich größere Maße als ihre Schwesterart, die Schwarzfersenantilope. Bei rund einem Dutzend untersuchter Individuen aus Namibia wurde eine Kopf-Rumpf-Länge zwischen 124 und 145 cm gemessen. Das Gewicht weiblicher Tiere liegt bei rund 50,4, das der männlichen bei gut 63 kg. Der Geschlechtsdimorphismus ist somit deutlich ausgebildet. Äußerlich ähneln sich beide Impalaarten, der Körper ist schlank und besitzt eine gerade Rückenlinie, die Beine sind lang und feingliedrig, der Kopf ist gestreckt. Das kurzhaarige Fell zeigt sich an Kopf und Rücken typisch rotbraun gefärbt, die Körperseiten und Beinaußenseiten sind etwas heller. Die Beininnenseiten und der Bauch heben sich durch ihre weißliche Farbgebung ab. Ebenso treten an den Augen, dem Maul und an der Kehle weißliche Flecken auf. Im Unterschied zur Schwarzfersenantilope zieht sich ein schwarzes Band beginnend etwa 2 cm oberhalb des Nasenspiegels aufwärts zwischen die Augen und setzt sich teilweise als dünne Linie auf der Stirn fort. Während der Kopfstreifen nicht immer ausgebildet ist, erreicht der Gesichtsstreifen bis zu 4 cm Breite. Die Ohren sind mit 13,0 bis 18,5 cm Länge größer als bei der Schwarzfersenantilope und besitzen eine ausgedehntere dunkle Spitze. Der Schwanz ist im Vergleich zur Schwarzfersenantilope buschiger und mit 30 bis 50 cm Länge auch durchschnittlich länger. Wie bei der Schwesterart bedeckt jeweils ein senkrechter dunkler Streifen seitlich des Schwanzes eine Gesäßbacke. An den Fersen sind ebenfalls dunkle Fellmarkierungen ausgebildet, die hier eine Drüse, die Metatarsaldrüse, anzeigen. Hörner kommen nur bei männlichen Tieren vor. Sie sind leierartig geschwungen und deutlich geriffelt. Die längsten bekannten Hörner messen 68 cm und stammen von einem Individuum aus Grootfontein in Namibia.

### Schädel- und Gebissmerkmale
Der Schädel der Schwarznasenimpala wird zwischen 26,1 und 28,6 cm lang und an den Jochbögen zwischen 9,7 und 11,2 cm breit. Das Gebiss besteht aus 32 Zähnen mit folgender Zahnformel:{\displaystyle {\frac {0.0.3.3}{3.1.3.3}}}.

## Verbreitung und Lebensraum

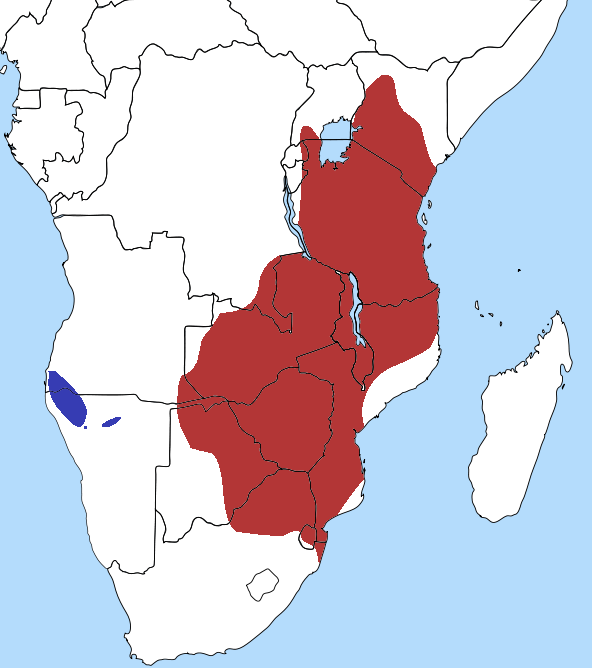
Verbreitungsgebiet der beiden Arten der Impalas:
Schwarzfersenantilope
Schwarznasenimpala

Die Schwarznasenimpala ist endemisch im südwestlichen Afrika verbreitet und kommt dort im Nordwesten von Namibia und im Südwesten von Angola vor. Von der westlichsten Population der Schwarzfersenantilope ist sie durch das rund 300 km breite Ovamboland getrennt. Dadurch besiedelt die Schwarznasenimpala das Gebiet um den Kunene, der randlich die bedeutende Etosha-Pfanne in Namibia streift, die Schwarzfersenantilope hingegen erreicht mit der Okavango-Region in Botswana ihre westliche Verbreitungsgrenze. Im Detail umfasst das Verbreitungsgebiet der Art die Gebiete um Otjimborombonga und Swartbooisdrift am Kunene im Norden nach Süden hin bis in das Areal südlich und südwestlich des Etosha-Nationalparks. In Namibia ist die Art damit auf das Kaokoveld beschränkt. Als bevorzugte Lebensräume nutzt die Schwarznasenimpala Waldländer, offene Buschlandschaften und Savannen jeweils in Wassernähe. Häufig findet sie sich in Mopane-, Tamboti- und Akazien-Pflanzengemeinschaften. Im Etosha-Nationalpark halten sich gut 50 % der Tiere in einem Umkreis von 1 km zur nächsten Wasserquelle auf, die größte Distanz liegt bei 3,7 km. Dabei gibt es keinen Unterschied zwischen Regen- und Trockenzeit. Allgemein ist die Region durch einen niedrigen Jahresniederschlag von nur 25 bis 400 mm gekennzeichnet. Die Populationsdichte variiert durchschnittlich zwischen 44,7 Individuen je Quadratkilometer in der Trocken- und knapp 16 Tieren auf einer vergleichbar großen Fläche in der Regenzeit. In den verschiedenen genutzten Landschaftsräumen können aber beträchtliche Variationen auftreten. So beträgt die Individuendichte in den Tamboti-Gebieten in der Trockenzeit rund 208, in der Regenzeit lediglich 2,7 Tiere auf einem Quadratkilometer. In Buschlandschaften auf Granituntergrund betragen die entsprechenden Werte 47,1 und 45,5 sowie auf Kalkuntergrund 31,9 und 2,4. Die Höhenverbreitung der Art reicht vom Meeresspiegelniveau bis auf über 400 Höhenmeter.

## Lebensweise

### Territorialverhalten

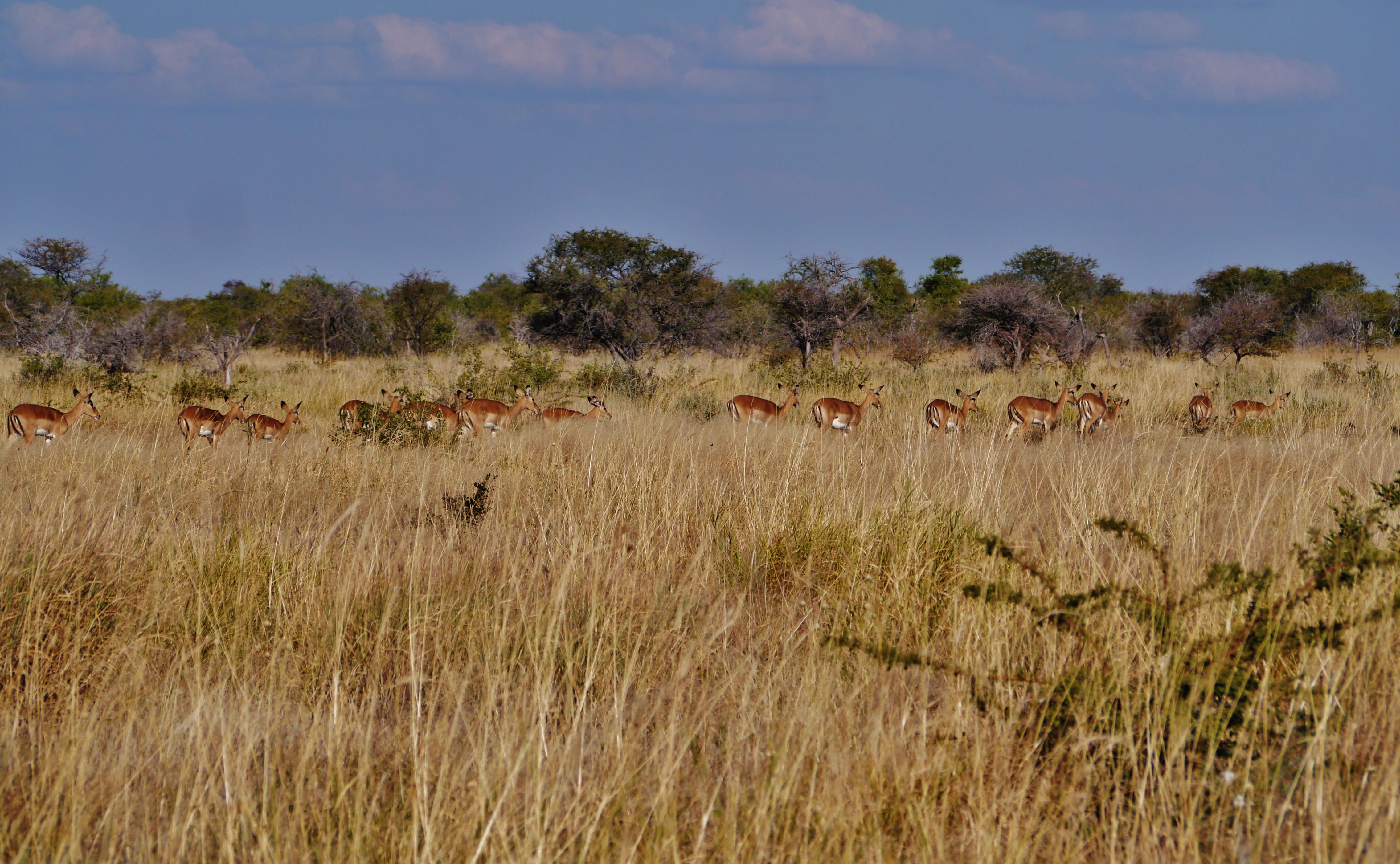
Herde der Schwarznasenimpala im Etosha-Nationalpark

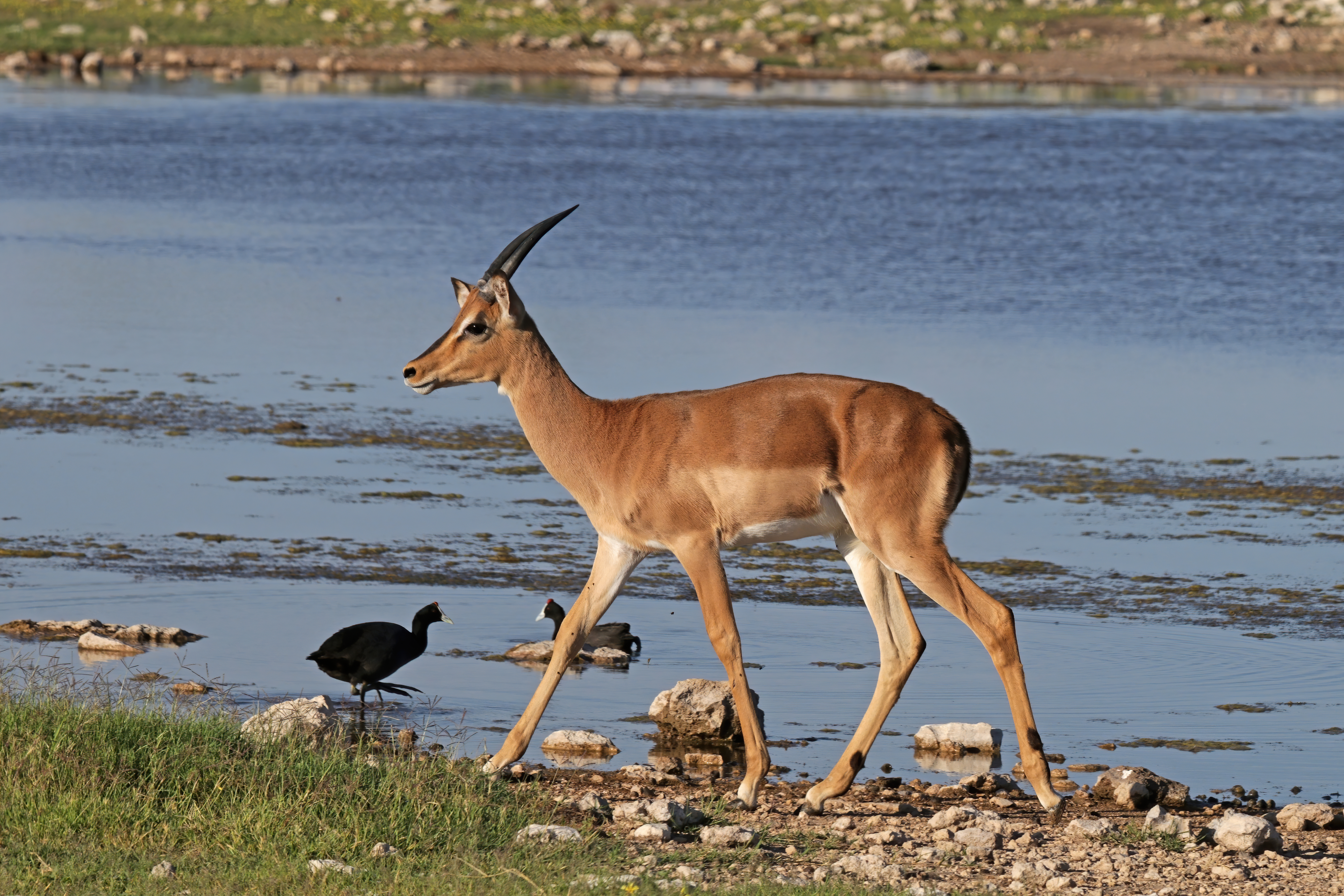
Junges männliches Tier an einer Wasserstelle

Die Schwarznasenimpala ist sowohl tag- als auch nachtaktiv. Weibliche Tiere und ihr Nachwuchs bilden Herden, die in der Regel 3 bis 15 Tiere einschließen, selten steigt die Anzahl auf über 20 Individuen an. Allerdings können sich nachts, wenn die Gruppen in eher offene Gebiete wandern, mehrere Herden an Ruheplätzen zusammenfinden. In historischer Zeit wurden auch Gruppenkonkretionen von 50 bis 150 Tieren zumeist in Wassernähe beobachtet. Die Herdengröße schwankt über das Jahr und ist am geringsten in der kurzen Phase der Geburt des Nachwuchses, wenn trächtige Weibchen die Stammherde verlassen. Die Gruppen nutzen Aktionsräume, die sich nach Untersuchungen im Ongava Game Reserve am Südrand des Etosha-Nationalparks über bis zu 33,3 km² ausdehnen können mit einem Kerngebiet von rund 5,6 km². Die Größe dieser Schweifgebiete übertrifft jene der verwandten Schwarzfersenantilope deutlich. Die Aktionsräume schließen verschiedene Landschaftstypen ein. Zur Nahrungsaufnahme frequentiert die Schwarznasenimpala häufig Übergangsbereiche von offenen Lichtungen zu geschlosseneren Waldbereichen mit hoher Einsehbarkeit und Verfügbarkeit von frischem Gräsern mit niedrigen Halmhöhen von unter 1 m. Außerdem bevorzugt sie schattige Zonen. Meist stehen die Tiere dann enger geschlossen in einem Umkreis von rund 30 m. Diese Raumnutzung ändert sich vor allem während der Geburtszeit des Nachwuchses. Die weiblichen Tiere mit Jungtier nutzen dann Areale zur Nahrungsaufnahme, die dichter bewachsen und weniger einsehbar sind. Außerdem werden Bereiche mit frischeren Gräsern bevorzugt, was womöglich mit dem höheren Nährstoffbedarf der stillenden Muttertiere zusammenhängt. Dadurch überschneiden sich innerhalb eines Aktionsraums die Nutzungsgebiete von Weibchen mit Jungtieren nicht mit jenen ohne Nachwuchs. Allerdings nimmt die individuelle Größe des Schweifgebietes im Zuge der Geburt des Nachwuchses rapide zu.
Männliche Tiere zeigen vor allem in der Fortpflanzungsphase ein territoriales Verhalten. Sie etablieren dann Reviere, die innerhalb der Aktionsräume der weiblichen Herden liegen. Jedoch scheinen sie nicht den Zugang zu Trinkwasser zu beanspruchen. Durch ihr dominantes Verhalten vertreiben territoriale Männchen den jungen männlichen Nachwuchs aus der Herde. Häufig defäzieren Männchen in ausgedehnten Latrinenbereichen, die mitunter auch von anderen Arten benutzt werden.

### Ernährung
Die Hauptnahrung der Schwarznasenimpala besteht aus sowohl harter als auch weicher Pflanzenkost, wodurch die Tiere als auf gemischte Pflanzenkost spezialisiert angesehen werden können. Dadurch gehören Gräser wie auch Blätter, Samen oder Früchte zum Nahrungsrepertoire. Gräser frisst die Schwarznasenimpala in der Regel in der Regenzeit, wenn die Halme frisch sind. In der Trockenzeit bevorzugt die Art weitgehend weiche Pflanzenkost, die sie dann in den Flusstälern weidet. Häufig vertilgte Gräser finden sich unter den Hundszahngräsern, Rispenhirsen und Liebesgräsern sowie in der Gattung Aristida. Kräuter sind mit Scheinastern und Greiskräutern vertreten, während zu den Bäumen und Sträuchern sowohl Akazien als auch Kassien, Langfäden oder Sternbüsche zählen. Wasser benötigen die Tiere das gesamte Jahr über.

### Fortpflanzung

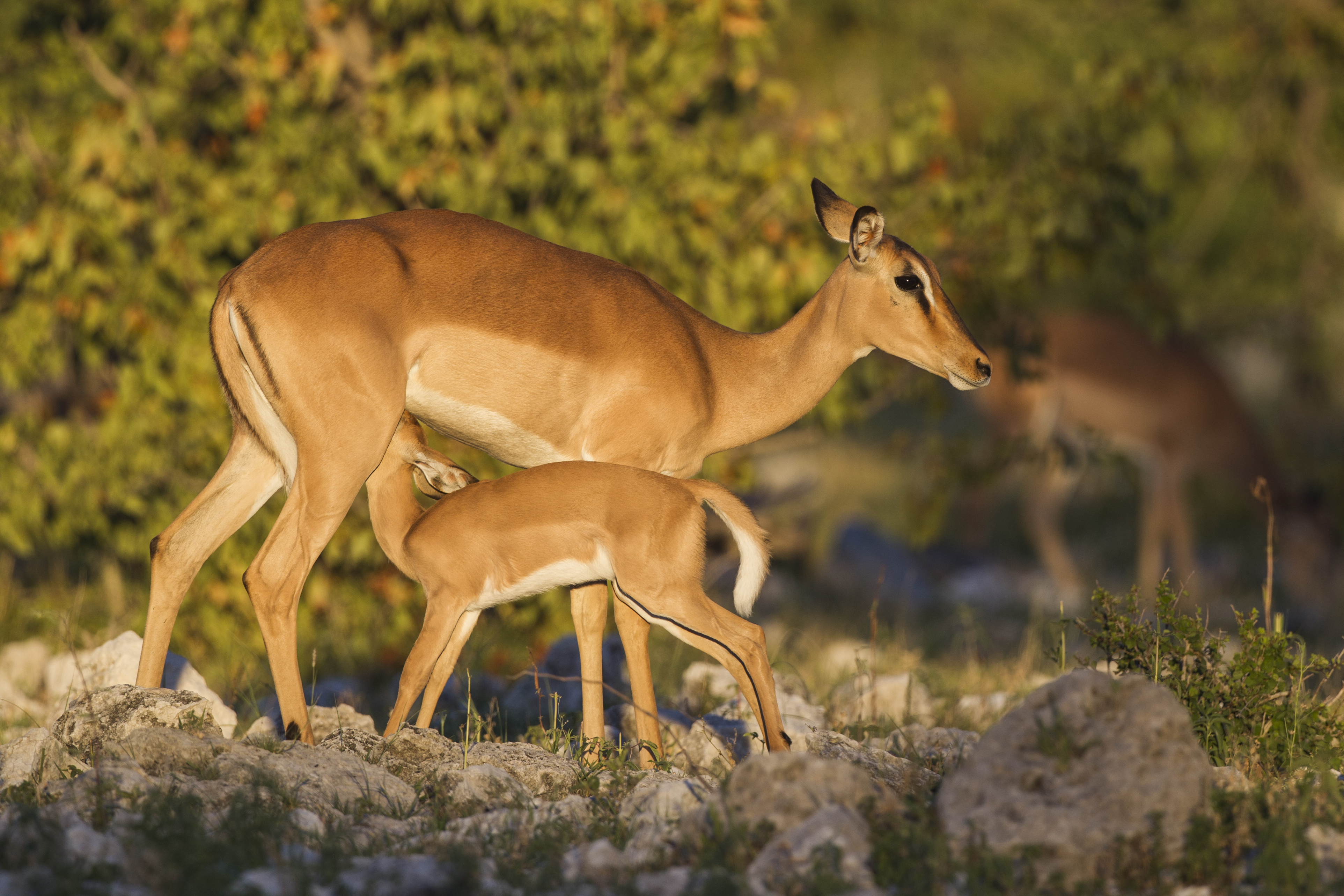
Weibchen mit Jungtier

Die Fortpflanzungsphase der Schwarznasenimpala beschränkt sich auf eine kurze Zeitspanne zwischen Juni und Juli. Die Geburt des Nachwuchses erfolgt dann ebenfalls in einer engen Zeitphase zwischen Dezember und Januar. Sie fällt damit in die kurze Regenzeit. In der Regel bringt ein Weibchen jeweils ein einzelnes Junges zur Welt, in Ausnahmefällen sind es Zwillinge. Für die Geburt entfernt sich das Weibchen von der Herde und zieht sich in dichteres Gras zurück. Die folgende Woche verbringt es allein mit dem Neugeborenen und schließt sich erst danach wieder der Herde an. Bei der Geburt wiegt das Junge rund 5 kg. In den ersten neun Monaten nimmt es rapide an Gewicht zu mit einer durchschnittlichen monatlichen Rate von 2,6 bis 2,7 kg. Danach reduziert sich die Rate kontinuierlich und liegt die nächsten zwölf Monate bei 1,0 bis 1,3 kg, bevor sie folgend auf unter 1 kg zurückgeht.

### Fressfeinde und Parasiten
Als bedeutender Fressfeind ist der Leopard anzusehen. Einen gewissen Einfluss auf die Größe und Vitalität der lokalen Populationen hat auch der Gepard. Äußere Parasiten umfassen zumeist Zecken der Gattung Rhipicephalus. Diese befallen häufig den äußeren Ohrkanal, finden sich aber auch im urogenitalen Bereich. Innere Parasiten sind Saugwürmern wie Cooperioides oder Fadenwürmer, etwa Haemonchus. Generell ist der Befall mit Parasiten durch das insgesamt trockenere Klima nicht so intensiv wie bei der Schwarzfersenantilope. Blutuntersuchungen, die an Tieren zur Umsiedlung in den Etosha-Nationalpark vorgenommen wurden, ergaben zumeist keine Hinweise auf Krankheiten wie Maul- und Klauenseuche, Rinderpest oder Leptospirose.

## Systematik

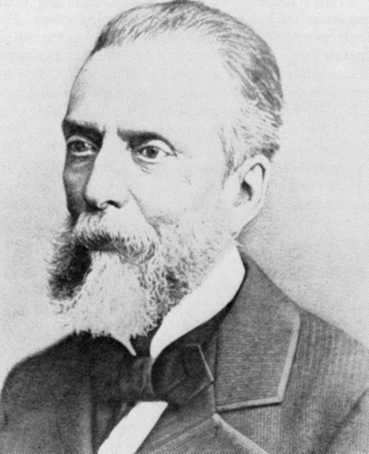
J.V. Barbosa du Bocage

Die Schwarznasenimpala ist eine Art aus der Gattung der Impalas (Aepyceros) innerhalb der Familie der Hornträger (Bovidae). Die Gattung gehört darin zur Unterfamilie der Antilopinae und zur eigenen Tribus der Aepycerotini, deren nächste Verwandte die Böckchen (Nesotragus) bilden. Zu den Impalas zählen heute zwei Arten, die das östliche und südliche Afrika bewohnen. Besondere Kennzeichen der Impalas finden sich in den leierartigen, stark gerippten und nur bei männlichen Individuen ausgebildeten Hörnern sowie im Fehlen von Duftdrüsen in Gesicht, an den Füßen und im Leistenbereich. Ansonsten gleichen die Tiere weitgehend den anderen Antilopen. Ursprünglich sah man die Gattung als monotypisch an und stellte mehrere Unterarten heraus. Eine umfasste die Schwarzfersenantilope (A. m. melampus), welche weit über das östliche und südöstliche Afrika verbreitet ist und mehrere Subpopulationen einschließt. Davon abgetrennt kommt die Schwarznasenimpala (A. m. petersi) endemisch im südwestlichen Teil des Kontinents vor. Einzelne Autoren sahen aber vor allem im ersten und zweiten Drittel des 20. Jahrhunderts die Schwarznasenimpala auch als eigenständige Art an, so beispielsweise Henriette Oboussier Mitte der 1960er Jahre. Beide Formen sind anhand morphologischer und morphometrischer Daten gut unterscheidbar, etwa durch den schwarzen Gesichtsstreifen und die durchschnittlich größeren Körpermaße der Schwarznasenimpala gegenüber der Schwarzfersenantilope. Verschiedene molekulargenetische Studien aus dem Beginn der 2000er Jahre konnten dann darlegen, dass sich beide Impala-Populationen deutlich unterscheiden. Außerdem ließ sich im Etosha-Nationalpark in Namibia, wo die Schwarznasenimpala ihre natürliche Verbreitungsgrenze erreicht, die Schwarzfersenantilope allerdings vom Menschen eingeführt worden war, keine Hybridisierungen zwischen beiden Gruppen nachweisen. Colin P. Groves und Peter Grubb nahmen dies im Jahr 2011 zum Anlass, die Gattung in ihrer Revision der Huftiersystematik in zwei Arten aufzuspalten.
Der heutige Bestand im Etosha-Nationalpark geht weitgehend auf 180 eingeführte Individuen zwischen den Jahren 1968 und 1971 zurück, die an fünf verschiedenen Plätzen mit artifiziellen Wasserlöchern ausgesetzt wurden. Die Tiere bewohnen diese Areale bis heute, haben sich jedoch in den folgenden drei Jahrzehnten auf insgesamt rund zwei Dutzend Wasserstellen ausgebreitet und dabei im Maximum 31,5 km von ihrem ursprünglichen Freilassungsort zurückgelegt. Die durchschnittlich überwundene Distanz zwischen den Wasserstellen in dieser Zeit liegt bei 7,1 km. Laut genetischen Daten zeigt die Schwarznasenimpala im Etosha-Nationalpark eine hohe Diversität, wodurch fünf eigenständige Subpopulationen unterschieden werden können, die prinzipiell die fünf freigelassenen Gruppen widerspiegeln. Trotz der genetischen Trennung der Schwarznasenimpala und der Schwarzfersenantilope treten im nördlichen Südafrika gelegentlich Tiere auf, die phänotypisch der Schwarznasenimpala entsprechen, aber DNA-Untersuchungen zufolge zur Schwarzfersenantilope gehören. Ob Genfluss zur deutlich abgetrennten Population der Schwarznasenimpala in Namibia besteht, ist bisher ungeklärt.
Die wissenschaftliche Erstbeschreibung der Schwarznasenimpala wurde von José Vicente Barbosa du Bocage im Jahr 1879 verfasst. Sie basiert auf einem männlichen und einem weiblichen Individuum, die zuvor vom portugiesischen Forscher José Alberto de Oliveira Anchieta bei Moçâmedes und Humbe jeweils am rechten Ufer des Kunene in Angola gesammelt und nach Lissabon verbracht worden waren. Die erstere Lokalität gilt als Typusgebiet der Art. Bocage benannte die Art nach Wilhelm Peters, der ihm in der Auffassung bestätigte, hier eine von der Schwarzfersenantilope eigenständige Form vorliegen zu haben.

## Gefährdung und Schutz
Die größte Gefährdung für den Bestand der Schwarznasenimpala besteht in der Ausbreitung der Viehwirtschaft und der illegalen Jagd. Ein Teil der erlegten Tiere wird als Nahrungsressource genutzt. Die Jagd war im Kaokoveld vor allem in den 1960er Jahren im Zuge des bewaffneten Konflikts zwischen der Südwestafrikanischen Volksorganisation und der südafrikanischen Armee immens, so dass ein Großteil des Bestandes dezimiert wurde. Zusätzlich litt die Art während dieser Zeit auch unter verschiedenen Dürreperioden. Als weiter erschwerend kam hinzu, dass das Kaokoveld im Jahr 1970 den seit 1928 bestehenden Naturschutzstatus verlor. Um die Art vor der Ausrottung zu bewahren, wurden im Übergang von den 1960er zu den 1970er Jahren rund 180 Individuen aus dem Kaokoveld im Etosha-Nationalpark angesiedelt, verteilt auf fünf unterschiedliche Regionen. Die Population ist dort seitdem stark angestiegen, so dass nachfolgend wiederum einzelne Tiere auf private Wildfarmen verbracht wurden. Insgesamt sind im Etosha-Nationalpark und den angrenzenden Wildfarmen rund 3200 Tiere heimisch. Im weiter nördlich gelegenen Kunene-Gebiet leben möglicherweise noch einmal rund 1000 Individuen. Die IUCN unterscheidet derzeit die Impalas nicht auf Artebene, den Gesamtbestand stuft sie als „nicht gefährdet“ (least concern) ein. Die Schwarznasenimpala als Unterart der Schwarzfersenantilope sieht die Naturschutzorganisation als „gefährdet“ (vulnerable) an. Das größte Vorkommen der Art findet sich heute im Etosha-Nationalpark. Hier stellt unter anderem das Verhindern einer Hybridisierung mit der in der Region künstlich angesiedelten Schwarzfersenantilope eine wichtige Schutzmaßnahme dar. Über den Status der Schwarznasenimpala im Iona-Nationalpark und im Mupa-Nationalpark, beide in Angola, liegen keine Informationen vor.